# Фаленопсис філіппінський
Фалено́псис філіппі́нський (лат. Phalaenopsis philippinensis Golamco ex Fowlie & CZTang 1987) — епіфітна трав'яниста рослина родини орхідні, або зозулинцевих (Orchidaceae).

## Історія опису
Вид вперше з'явився в Європі на початку 60-х років XX століття, отримав назву Phalaenopsis leucorrhoda і вважався природним гібридом Phalaenopsis aphrodite і Phalaenopsis schilleriana. Перший опис виду англійською мовою було зроблено в 1984 р. Офіційно визнано 1987.

## Біологічний опис
Моноподіальний епіфіт середніх розмірів. Стебло коротке, приховане основами 3-7 листків. Коріння довжиною до 1 метра, сплощені, товсті, добре розвинені.
Листки подовжено-овальні, з зовнішнього боку темно-зелені з гарним мармуровим сріблясто-попелястим малюнком, з внутрішньої сторони темно-пурпурні. Залежно від віку довжина листя 26-36 см, ширина від 8 до 13,5 см.
Квітконоси тонкі, звисаючі, гіллясті, довжиною до 120 см, багатоквіткові (до 100 квіток, які відкриваються одночасно).
Квітки великі, 7-10 см, без запаху, тонкої текстури, живуть 25-30 днів. Пелюстки білого кольору, іноді з рожевим відтінком ближче до основи пелюстки. У добре розвинених рослин кількість рожевого збільшується. Зворотний бік пелюсток блідо-рожева, губа біла з жовтими плямами з боків. Пік цвітіння з жовтня по квітень.

## Ареал, екологічні особливості
Ендемік Філіппін. Північно-східна частина острова Лусон.
На стовбурах і гілках дерев у вологих заплавних гірських лісах на висотах до 1200 метрів над рівнем моря.
У місцях природного зростання сезонних температурних коливань практично немає. Цілий рік денна температура близько 22-25°C, нічна близько 13-16°C.
Відносна вологість повітря 84-94%.

З листопада по травень середньомісячна кількість опадів 10-100 мм, з липня по жовтень 400-1200 мм.
Відноситься до числа видів, що охороняються (II додаток CITES).

## У культурі
Температурна група ― помірна і тепла. Для нормального цвітіння обов'язковий перепад температур день/ніч в 5-8°С.
Вимоги до світла: 1000-1200 FC, 10760-12919 lx
Загальна інформація про агротехніку у статті Фаленопсис.
Активно використовується в гібридизації.

## Первиннігібриди
- Austin Chow ― philippinensis х cochlearis (Austin Chow) 2001
- Carolina Tiny Phil ― philippinensis х equestris (Lenette Greenhouses) 1992
- Chow Gui Liang ― philippinensis х wilsonii (Austin Chow) 2001
- Espiegle ― philippinense х mariae (Marcel Lecoufle) 1984
- Essence Wain ― gigantea х philippinensis (Shih-Fong Chen) 1999
- Kung's Amar Philip ― amabilis х philippinensis (Kung's) 1997
- Louisiana Pixie ― stuartiana х philippinensis (Breckinridge Orchids) 1991
- Manniphil ― mannii х philippinensis (Luc Vincent) 2002
- Philippine Dancer ― philippinensis х celebensis (Hou Tse Liu) 1992
- Philippine Fireworks ― philippinensis х lueddemanniana (Paul Lippold) 2006
- Philisander ― philippinensis х sanderiana (Marcel Lecoufle) 1993
- Philishill ― philippinensis х schilleriana (Marcel Lecoufle) 1993
- Phurplefetti ― philippinensis х violacea (Dr John W. Hutchinson (John Ewing Orchids, Inc.)) 1995
- San Shia Sparks ― philippinensis х tetraspis (Hou Tse Liu) 2001
- Zeil am Main ― philippinensis х amboinensis (M. Wolff (H. Lucke)) 1997
- Без назви ― philippinensis х fuscata
- Без назви ― philippinensis х lobbii